# Szigetközi nyelvjárás
A szigetközi nyelvjárás a magyar nyelv egyik dialektuscsoportján vagy nyelvjárási régióján, a közép-dunántúli–kisalföldi nyelvjáráson belüli aldialektus.

## A nyelvjárás sajátosságai

### „Ízés”
Ha valaki idegen, legfőképpen „pesti” ember idekerült a közelmúltban, azonnal megállapította, hogy a szigetköziek „íz”-nek, azaz az „é”-t í-nek mondják. Ez a dunántúli nyelvjárás, egyik jellegzetessége, amelyhez a szigetközi is tartozik. Pl. fényképezőgép = finkípezőgíp, vagy gépész község = gípísz kössíg. A legszebb példa arra, hogy mennyire „íz”-es a nyelvjárás, amikor kérdezték az egyik gyereket, hogy milyen az idő, erre csak annyit válaszolt: „Szíp kík a íg”. (Már a hatvanas években betört az városiasodás, az addigi egyszerű „në ē” = nesze szót felváltotta a „tessík, në”.)
Ez egyébként segített az azonos alakú szavak megkülönböztetésében is. Például Szél=időjárási jelenség, szél (valaminek a széle) = szíl. Kék (szín) = kík, kék = kell, elíg = elég (valami), ölíg = elég (valamiből). Fél = fél (valaminek a fele), fíll = fél (valamitől).

### Mássalhangzók elhagyása
A másik sajátosság a mássalhangzók elhagyása és a magánhangzó hosszúvá válása: például bolt=bót, volt=vót, bolha=bóha. Ugyanez az „el” igekötőnél az „l” elhagyása, és helyette az „ē” használata, pl. ēment (elment), ēhatta (elhagyta), stb. Sőt, a mássalhangzó elhagyása és helyette a „t” vagy „l” kettőzése: parancsútta (=parancsolta), pancsútta (=pancsolta), fürütte (=fürödte), hatta (=hagyta), salló = (sarló), gyalló (gyarló), palló (padló). Ha három mássalhangzó van egymás mellett, a középső gyakran kiesik, pl. ű le (=ülj le), bakú be (=bakolj be), Dunaszenpál vagy röviden Szenpál (= Dunaszentpál). A mássalhangzó előtti az –ít képző t-jét elhagyják, pl. lelapíjja (=lelapítja), ëlakíjja (=alakítja).

### A „jé” hang
Szigetközi gyereknek az 1960-as években nem okozott nagyobb nehézséget a „j” és „ly” között különbséget tenni, hiszen az összes „ly”-os szót egyszerű „l”-lel mondták, pl. góla=gólya, kálha=kályha, pála=pálya, lik/luk=lyuk, komol=komoly, mosolog=mosolyog, míl=mély, illen-ollan=ilyen-olyan. Ma már ez lassan kikopik a nyelvből, csak a nagyon idős emberek használják így és a köznyelvi változatok erősödnek meg.[forrás?]

### A főnévi igenevek
A „ni” főnévi igenév képzője mindig „nyi”, sőt „nya” is lehet, például alunnyi/alunnya (=aludni), innya(!) (=inni), ennyi (=enni). A – nya toldalék nem illeszkedve a hangrendhez csak a „muszáj”, „kő” (kell) esetben kapcsolódik. Pl. innya kő, ennya kő (= inni kell, enni kell) de: gyüssz ennyi (jössz enni?) nem használják a gyüsz ennya, vagy innya kifejezést. Itt a -ni képző előtti mássalhangzó elveszik, helyette kettős mássalhangzót mondanak: bökönnyi (=böködni), lökönnyi (=löködni), fekünnyi (= feküdni).
A szigetköziek gyakran mondanak n-t az ny helyett. Pl. këmín (=kemény), lëpín (=lepény), rëmínsíg (=reménység), szëgínsíg (= szegénység), de n helyett is használ ny-et, pl. nyőhecc të öleget (=Nőhetsz te eleget), tëhény (=tehén), csollány(=csalán), betony (=beton). Ugyanígy a „j” helyett ty-t vagy gy-t mondanak, pl. kaptya (=kapja), dobgya (=dobja), kírgye ē tűle (=kérje el tőle).
A „hogy” vége általában lemarad, de az „o” rövid marad. Pl. „Ēmëntem, ho mëgnízzem”.
A névelő mindig egyszerűen „a”, akár magánhangzó előtt is, a mutató névmás „az”-zal szemben, ami megőrzi alakját. Pl. Az a(!) asztal. A ümög = az ing. Szegény „magyar tanárok” sokat küzdöttek ezzel a jelenséggel a fogalmazások javításánál…
Eltérő a toldalékozás a –hez esetében, a szigetközi lányok nem férjhez mennek, hanem fírjnëk. Az egyszerű falusi nem Győrbe ment, hanem Győrré.
Gyakori az egyszerűsítés is: pl. nemtom = nem tudom, sehá = sehová, milűtte = mi (baj) lelte?
Toldalék végének elhagyása: ëpádho vagy åpádhó = apádhoz, ëpádtú = apádtól.

### Magánhangzó-változások
- é→í : megfigyelhető a szabályosság a következő toldalékokban: – ész (pl. szinísz, gípísz, zënísz), -ség (pl. mëríssíg, mílsíg, rëmínsíg), -vény (pl. kötvín, öntvín), -mény (pl. kűdemín, sütemín), -és (pl. tömís, tőttís, lípís), -képen (mindënfélekípp).

- O, ó→u, ú, pl. bukor = bokor, bugár = bogár, lú = ló, ustor = ostor, burul vagy burú = borul, bagú = bagoly, fulik = folyik; a –tól toldalék „tú”, pl. ëpádtú = apádtól; a –ból toldalék „bú”, pl. mozibú = moziból, kocsmábú = kocsmából, a –ról toldalék „rú”,

```
pl. fárú = fáról, Ásványrú = Ásványról. Alanyi ragozás, kijelentő mód, jelen idejű E/2 és E/3 igealaknál „-ol” végződésnél „ú”, pl. iszú (=iszol), óvasú (=olvasol), imátkozú (=imátkozol), bëbakú (=bebakol), danú vagy dënú (=danol, dalol).
```

- A →ë, pl. Ezt legtöbbször á előtt használja a szigetközi ember. Pl. këpányi vagy kåpányi = kapálni, këszányi vagy kåszányi = kaszálni, ëggyá= adjál, ënyád = anyád, ëpád= apád, hëjma = hagyma. Elrettentésként használta egykori alsós tanító nénink ezt az általa hallott mondatot: „Hé nyënya, ëggyá a mëcskának këlácsot!” (= Hé nyanya, adjál a macskának kalácsot!) Ezt az „ë” hangot a szigetközi valahol a szája bal sarkában képzi, oda kerekít egy kis lyukat, a nyelve középen hátul van, így ejt ki egy ë-t, amit lehet a-nak is, e-nek is hallani, bár ez az ë-hez közelebb van.

- A→o vagy o→a, pl. csollány = csalán, szóma = szalma, bagla = boglya, osztán vagy oszt = aztán. Á utáni szótagban zártabb az „a” hangszíne, inkább o-nak hangzik, pl. héjjábo sűtt kurumpi = héjába sült krumpli, fábo szorútt fíreg = fába szorult féreg.

- E→ö vagy ö→e, pl. ölíg = elég (v.miből), főhő = felhő, röggē = reggel, ëssze = össze

- ö, ő→ű, pl. kű = kő, bögű = bögöly, dögű = dögölj; a –től toldalék helyett „tű”, pl. a fílelemtű ësszëcsinyáta mëgát (a félelemtől összecsinálta magát); a –ből toldalék helyett „bű”, pl. fektibű nem átt fő (=fektéből nem állt fel), vagy a feketíbű meg a fehírbű ëggyá (a feketéből meg a fehérből adjál), a –ről toldalék helyett „rű”, pl. fëhírrű (=fehérről).

- o→i vagy ú→i, e→i, pl. lapicka = lapocka, ádigál = álldogál, hosszi = hosszú, mësszi = messze

## Szavak
A lista tartalmazza a valódi tájszókat, a szórványos hangtani változással létrejött szavakat, de a szabályosan „ízőket” nem. Pl. acskó, agáci, stb.-t igen, de a kík (kék), szíp (szép), kemín (kemény) szavakat nem.
- Acskó (főnév) = zacskó, tasak
- Ågáci vagy ëgáci (főnév) = akác
- Åmpa vagy ëmpa (főnév) = vödör, kanna
- Bagla = szénaboglya (forrás: Timaffy: Táltosok, tudósok, boszorkányok)
- Bakkog (ige) = nem tud aludni, egész vagy késő éjszaka fent van (Fönn bakkogsz illen kíső íccaka?)
- Balind (főnév) = balin (halfaj)
- Bászli (melléknév) = bátortalan, félénk, félszeg, gátlásos, gyámoltalan
- Bëcce vagy búbëcce (főnév) = tehén becézve, de gúnyolódásra is használt (Ó, te búbëcce = Ó, te ostoba)
- Bíkarokka (főnév) = zsurló
- Bille (főnév) = kisfiúk nemi szerve
- Bosztohó (melléknév) = durva (ember, viselkedés)
- Botlófűz (főnév) = ágait időnkéntlenyírt, „lebotútt” fűzfa (forrás: Timaffy: Táltosok, tudósok, boszorkányok)
- Buborka (főnév) = uborka
- Bordel (főnév) = (jövevényszó: bordély, kupleráj) rendetlenség
- Bugyigás vagy bugyogakorsó (főnév) = cserépkorsó, a fülén kis nyílással, általában beásták a földbe, vagy vízbe mártották, hogy hideg maradjon benne a víz.
- Buktatyú (főnév) = horgászfelszerelés: úszó, tollból vagy parafa dugóból vagy mindkettőből készítették
- Buríttó (főnév, melléknévi igenévből) = a kotlóstyúk és a kiscsibék leborítására használt vesszőből font eszköz
- Büszíttënnyi (főnévi igenév) = szellenteni, büdösíteni
- Cigle (főnév) = fűzfa
- Cunna (főnév) = női nemi szerv, átv. ért.: nő, rossz nő, kéjnő
- Cvíder = nyűgös, rosszkedvű
- Csatló (főnév) = husáng, hosszú bot
- Cseklísznyi (főnévi igenév) = keresgélve bóklászni, kóborolni
- Csellőke (főnév) = husáng
- Csërëbók vagy csërëbó (főnév) = cserebogár
- Csicsóka (főnév) = édesgyökér
- Csíkásznyi (főnévi igenév) = kövi csíkot fogni
- →csíkvörse = csíkfogásra használt varsa
- Csikkaszt (ige) = pusztít, gyilkol
- →ēcsikkaszt = elpusztít
- Csikmák (főnév) = mákos tészta vagy hosszúmetélt (pl. diós csikmák = diós hosszúmetélt)
- Csincsáros (melléknév) = süppedékes (forrás: Timaffy: Táltosok, tudósok, boszorkányok)
- Csiportos (melléknév) = hantos, rosszul felszántott (föld)
- Csiripiszli (melléknév) = zab vagy árpacsírából készült édes étel, átv. ért. jelentéktelen
- Csoffadnyi v. csoffannyi = elhervadni, fonnyadni
- Csöcső vagy csöcsű óma = téli alma, Jonathán
- Csöcsös korsó (főnév) = cserépkorsó, bugyigás korsó másik elnevezése
- Csök (főnév) = fatuskó, fatönk
- Csömény, csömíny (főnév) = darázs (eredetileg csehméh lehetett)
- Csömőcsing v. szömőcsing (főnév) = szemölcs
- Csöröge vagy csörge (főnév) = töpörtyű
- Csörögefánk (főnév) = vastagra nyújtott tészta, szeletelve, forró zsírban gyorsan kisütve (lekvárral élvezhető)
- Csulló vagy csulli (főnév) = kisfiúk nemi szerve
- Csunna (főnév) = női nemi szerv
- Csuri vagy csuriz (főnév) = veréb
- Csuszkó (főnév) = csipetkével készült sűrű leves (borsócsuszkó, babcsuszkó, krumpicsuszkó)
- Csuszkorányi (főnévi igenév) = jégen csúszkálni
- Csúz (főnév) = ajakon lévő herpesz
- Csünt (melléknév) = kicsi, apró, fejletlen
- → megcsünté (ige) = lekicsinyelted magad, lejárattad magad.
- Dilló (melléknév, lovári cigány jövevényszó) = bolond, esztelen
- Dörgécse vagy dörrencs (főnév) = sügér vagy durbincs
- Döszmörög(ige) = dünnyög, zsörtölődik
- Dunnyog (ige) = magában morog, ellenkezik (→dünnyög)
- Düddő, gyüggyő (hangfestő melléknév) = együgyű, balga
- Ecetfa (főnév) = bálványfa
- Egyekedik (ige) = utánajár, utánamegy, utánakeres, tájékozódik
- Ëklëbóklál (ige) = össze-vissza, céltalanul megy
- Ëlëmëzne (melléknév) = rosszul, hanyagul, rendetlenül öltözött
- Elherebódál (ige) = elesik
- → leherebócál (ige) = leesik, lebukfencezik
- Ëveszekedik (ige) = elesik, elbotlik
- Égedelem (melléknév) = eleven, mindig rosszban járó, szülőt unatkozni nem engedő (> égedelem kölök)
- Facsanak (főnév) = faragott pohár (forrás: Timaffy: Táltosok, tudósok, boszorkányok)
- Farka píz (főnév) = a régi egyforintos, amit az ürge farkáért fizettek (Pelikán et. szerint bélást.)
- Fejbísznyi (főnévi igenév) = fejbe verni, fejet megvizsgálni
- Fézsódéros (melléknév) = féloldalas
- Fíreg (főnév) = patkány, de mindenféle baromfit pusztító ragadozóra mondják
- Firhang (főnév; jövevényszó: ném. Vorhang): függöny
- Firísz (főnév) = fűrész
- Firíszűnyi (ige) = fűrészelni
- Fostos szíva, fosó szíva, fosató szíva = ringló
- Főlüked (ige) = meghal
- Fődi szëder = erdei feketeszeder
- Futkozó csibë = kotlóstyúk alól kikelt csibe
- Füles (főnév) = kosár
- Gaborgya (melléknév, hangfestő) = hirtelen, hirtelen haragú, meggondolatlan, heves
- Gaborgyálkodik (ige) = hirtelen haragra gerjed, meggondolatlanul cselekszik
- Gerzemice (főnév) = egytálétel
- Gëgyérget (ige) = dédelget, kényeztet, tenyerén hord
- Gombhërë (főnév) = lóhere
- Gónó, genegó (melléknév) = buta, együgyű (főleg a Szigetköz északi részén elterjedt, Dunakilitin, Dunaszigeten)
- Gombvërág (főnév) = százszorszép
- Gögyöleg (főnév) = folyókanyar
- Gölhő (főnév) = golyvás, hibás ember
- Gyam (főnév) = gaz, gyom
- Gyaszmat (melléknév) = rossz, ügyetlen, hibás
- Gyürke (főnév) = kenyérvég
- Gyürü (főnév) = veresgyűrű som
- Gyűszmíkel, gyüszmékel (ige) = járkál fel-alá
- Hengyál, hangyál = hangya
- Hetlekotla (melléknév, hangfestő ikerszó) = zavaros, értelmetlen beszédű
- Hetlekotlál (ige) = zavarosan, össze-vissza beszél
- Hömbölgő (főnév) = henger →hömbölög = gurul, hengeredik
- Hörög (főnév) = aranyászeszköz →köpőce, meringülő
- Hőröget (hangutánzó ige) = kiabál, hangoskodik, lármázik
- Hörtyömförty (melléknév, hangfestő)= hirtelen felkapja a vizet, hirtelen haragú, pukkancs
- Hurimál (ige) = hurcol, visz
- Ides, idis (főnév) = édesanya
- Iskátula (főnév) = doboz, skatulya
- Isterc (főnév) = étel: lisztet megpirították és vízzel felengedték
- Kahittyul (hangutánzó ige) = köhög
- Kákics (főnév) = gyermekláncfű
- Kákóbélű, kákabélű (melléknév) = sovány, rosszevő, rossz étvágyú
- Kákórágó (melléknév) = fontoskodó, másik ért. csúfolódás: kákórágó lipótiak!
- Kalótya (melléknév, hangfestő) = zavaros, értelmetlen beszédű
- Kalótyál (ige) = zavarosan, össze-vissza beszél
- Këse-pisa (főnév, ikerszó) = meleg sör
- Kipicsáznyi (ige) = elfenekelni (Vigyázz, kölök, mer kipicsázlak!)
- Koca (főnév) = jégbe, vagy jég alá szorult levegőbuborék
- Köpőce (főnév) = aranyász eszköz →meringülő, hörög
- Kövécs vagy küvecs (főnév) = kavics
- Kukas (főnév) = kakas
- Kukkó (melléknév) = nem egészen épeszű (forrás: Timaffy: Táltosok, tudósok, boszorkányok)
- Kuperta (főnév) = boríték
- Kurumpi (főnév) = krumpli
- Kútyul (ige) = kortyol, iszik, titokban iszik
- Kübli (főnév; német jövevényszó) = szennyvízgyűjtő füles edény – Komfort nélküli konyhák tartozéka volt.
- Kűhal (főnév) = kövi csík (hal)
- Lajbi (főnév) = mellény
- Lam (főnév) = harmat, nedvesség →lamos (melléknév) = nedves, harmatos, vizes (tiszta lam a egisz = minden nedves, harmatos)
- Leölőre (határozószó) = estére
- Lésza (főnév) = nádpadló
- Lökönnyi (főnévi igenév) = lökdösni, taszigálni
- Lőtye (főnév) = pocsolya, gödör, ami áradáskor telik meg és hamar kiszárad
- Mamusz (főnév) = szőrmés papucs
- Mártó (főnév) = főzelék
- Megantragol (ige) = gyereket elfenekel
- Megguzslat (ige) = összecsavar, gúzsba köt (forrás: Timaffy: Táltosok, tudósok, boszorkányok)
- Mëndikányi (főnévi igenév) = karácsonykor, szenteste köszönteni énekkel a falubelieket
- Meringülő (főnév) = vízmerő eszköz (ladikból) vagy aranyász eszköz, akkor elnevezése más néven köpőce vagy hörög
- Míhe (főnév) = méh
- Miling (főnév) = háló, halászeszköz→milingűnyi (ige) = milinggel halászni
- Míregtarisznya (főnév) = olyan emberre mondják, aki mindenen mérgelődik
- Monyas (melléknév, gúnynévként is használt) = tojásos, tökös vagy átv. ért. férfias nő
- Mór (főnév) = napon szárított vályogtégla
- Mungó (melléknév) = rossz, elviselhetetlen
- Muró (melléknév) = ügyetlen (Főleg a Szigetköz északi részén elterjedt, Dunakilitin, Dunaszigeten)
- Muruggya, murudgya (melléknév) = tehetetlen, magát elhagyó, gyámoltalan (Táp környékén, Győr-S. megye, puruttyaként hallottam, de örömmel tapasztaltam, hogy a Dr Dolittle II. c. mozidarab magyarra fordítója felhasználta ezt a szót, amikor a medve halászni tanul).
- Múszul (ige) = fog nélkül eszik, majszol
- Nënnë (főnév) = néni
- Ókadikál (ige) = cívódik, képtelen dönteni
- Ómárium (főnév, jövevényszó, latin) = üveges szekrény, almárium
- Ór (főnév) = folyó oldalán lévő kiszögellés, vagy a sziget csúcsa, vége
- Öregkís, örekkís (főnév) = nagykés
- Összehidor, esszehidor (ige) = összekapar
- Pattyog (ige) = dohányzik, kocabagósként, más értelemben a halak oxigénhiánykor a víz tetején „pipálnak”
- Pëszmet (főnév) = a folyó hordalékában lévő használható dolog
- Pëszmëtűnyi (igenév) = a folyó hordalékában használható dolgokat keresni
- Pëtrëzsí (főnév) = petrezselyem
- Píka (főnév) = a méheknek a nádtető szélébe, a nádszálba rakott nektárja
- Píkásznyi vagy píkáznyi (igenév) = a nádtető (szerha) szélében nektárt keresni
- Pikhercs (főnév) = sütemény
- Platni (főnév; német jövevényszó) = a tűzhely teteje, fedele
- Pocik (főnév) = vízi pocok, pézsma pocok → pocik lik = a vízi pocok ürege, lyuka
- Poszra (melléknév) = sovány, vékony
- Poszrul, mëgposzrul (ige) = soványodik, lefogy
- Pöngő ág = száraz ág, általában égerfáé
- Pős (főnév) = hosszú rőzse, kb. 2 m →pőshíd = rőzsekötegből készült híd
- Préshurka, préssajt = disznósajt: kitisztított sertésgyomorba és húgyhólyagba töltötték, két falap közé helyezve, lesúlyozva (innen a neve) dermedt meg. Az előbbit felfüstölték, az utóbbi kisebbiket frissen fogyasztották.
- Prucka (főnév) = mellény
- Puffancs (főnév) = fánk, vagy ahhoz hasonló sütemény
- Puffog (ige) = duzzog, mérgelődik
- Rapsic (főnév) = vadorzó, orvhalász →rapsickodik = orvvadászik, orvhalászik
- Réce (főnév) = kacsa
- Rédli (főnév, német jövevényszó) = tepsi vagy tűzhely belseje, sütő
- Rékas (melléknév) = piszkos, mosatlan (edény)
- Rëmísz (főnév) = erdős, mocsaras terület
- Rongyás (főnév) = ócskás, rongy és tollkereskedő
- Rücset, ricset (főnév) = korpa, korpás liszt, átv. ért. szemét
- Spapula (főnév) = takaró
- Speciál (főnév) = nápolyi – A győri Keksz és Ostyagyár termékét hívták így 1948 tájától.
- Srót (főnév) = állatok etetésére használt dara (kukorica, vagy búza) →srótúnyi vagy srótúnya = darálni
- Stëlázsi (főnév; német jövevényszó) = polc, állvány
- Sunnyog (ige) = kertek alól haza oson vagy rossz dolgon töri a fejét
- Süttülülű (hangfestő melléknév) = eszetlen, bolond
- Szapol (főnév) = fából készült kisebb vízmerítő eszköz, lapát alakú
- Szerha (főnév) = nádtető
- Szérke (főnév) = aranyász eszköz, fekete színű falapát
- Szërmët (főnév) = vízi hordalék, szemét
- Szuktéros (melléknév) = szűk, kinőtt
- Taffog (hangutánzó ige) = jár →ësszëtaffog = átv. ért.: sáros lábbal összejár
- Tápli (főnév, német jövevényszó) = emelőháló (halászeszköz)
- Tápliköröm (főnév) = emelőháló feszítőrúdja (általában mogyoró vesszőből vagy veresgyűrűs som vesszőjéből → gyürü)
- Tapogató (főnév) = vesszőből font halászeszköz, kisebb kubikgödrök lehalászására
- Telleg (ige) = integet, legyint(get)
- Thé (főnév) = tea →székifű thé = kamillatea
- Tikász, tikos (főnév) = tyúkokkal foglalkozó ember, gúnynévként vagy ragadványnévként is használatos
- Tikmony (főnév) = tyúktojás
- Tollbőrös (főnév) = rongyás, tollakat, régi ruhákat vásárolt fel
- Tomolkó (főnév) = fejes domolykó (hal)
- Top (ige) = lép, pl. toptyá bele = lépjél bele!
- Toszóbugár (főnév) = verőköltő bodobács
- Törek (főnév) = gabonaszár
- Tőröznyi (igenév) = fémből készült hurokkal (tőrdrótta) csukát fogni, a tőr itt halászeszköz, a tőrkís a tőrkés elnevezése
- Trëgács, tërëgács (főnév) = puttony nélküli széna-szalma szállítására használt rácsos talicska
- Tuló (főnév) = tolókapa
- Túnyi (ige) = tolni és ütni (oron túta = orrba verte)
- Ustor (főnév) = ostor
- Ümög (főnév) = ing
- Velagásznyi, evalagásznyi (főnévi igenév) = elverni, elfenekelni
- Vérnyog, vernyog (hangutánzó ige) = visító, artikulálatlan hangokat ad ki magából
- Vidravas (főnév) = vidracsapda, csapóvas kisebb állatok megfogására
- Vindű (főnév) = zsíros bödön
- Vízicsibe (főnév) = szárcsa
- Vonyó (főnév) = komp húzására használt fából készült vonóeszköz, más ért. hegedűvonó
- Vonyogó (főnév) = vonóhorog hosszú száron (mezőgazdasági eszköz) vagy átv. ért. iskolában elégtelen osztályzat
- Vörse (főnév) = varsa
- Zabáló csütörtök (főnév) = a nagyböjt pénteket megelőző nap, amikor még lehet húst enni
- Zaklan vagy zaklany (főnév) = evezőtartó, fűzből font karika
- Zsiba (főnév) = liba
- Zsibavirág (főnév) = ezüstös libapimpó

## Szólások
- A hal úsznya kíván = A hal úszni kíván. Halételek után általában bort kell inni.
- Akkor iszok tëjet, ha a tehenyek is szöllőt ësznek! = tejjel való kínálás esetén. Tejet nem iszom, csak bort.
- Annyi van, mind a rücset = Sok van belőle. Annyi van belőle, mint a szemét.
- Íg a Duna, sűnek a halak! = Ég a Duna, sülnek a halak! Ostobaság hallatán mondják, mert a népi tréfás történetek szerint a szigetközi falvakban az első gőzhajót kiharangozták, mert azt hitték a füst láttán, hogy tűz van.
- Kibánja magát valamiből = Valamely elhatározását megváltoztatja.
- Lëcseszi, mind a pöngős malacot. = Nagyon lehord, leszid valakit. A vásárokon az olcsó malacot hívták pöngős malacnak.
- Megettík a tehenyek, bisztos ződ vót. = Megették a tehenek, biztos zöld volt. Elveszett, nem tudni mi lett vele.
- Megy, mind a mëszes = Ész nélkül, gyorsan fut, vagy kocsival nagyon gyorsan, körültekintés nélkül halad.
- Nastig lett a suszter! = Hibás munkát végez, saját kárára. A mese szerint az ásványi suszter odaszögelte az ujját a cipő bőrén keresztül a kaptafához.
- Odallak a rongyásnak = Odaadlak a rongyásnak. Kisgyereknek szokták mondani, ha rosszat követett el. A rongyások általában lovári cigány dirzárok voltak, akik hangosan kiabálták (hőrögëttík): Tolll-bőrrr, van-e eladoll? Ësszonyok, lëányok, szëggyík ësszë rossz ronygyokat, rossz tollakat, szíp ëdínyëket, tálokat adok a rossz ronygyokér, rossz tollakér. Tolll-bőrrr, van-e eladoll?
- Ollan, mind öregënyád masinázáskor = Olyan, mint öreganyád csépléskor (aratáskor). Gyakran ellophatta a gépész a gabonát, azért kellett őrizni. Ideges, feszült lelkiállapotú.
- Ollan, mind a lipóti kőmíves kímínye = Olyan, mint a lipóti kőműves kéménye. A mendemonda szerint egy lipóti kőműves reggel rakott kéménye délre leomlott. Amikor mentek hozzá panaszkodni, akkor röviden csak annyit mondott: „Semmi se tarthat örökkin.”
- Pinteki legínnek lólába van. = Pénteki legénynek lólába van. Ahhoz a népi babonához kapcsolódik a mondás, hogy a legényeknek pénteken nem szabadott lányos házhoz menni, mert akkor az ördögök jártak csak „vendégségbe”.
- Ragad, mind a csiripiszli = édes, ragadós masszára mondják
- Tikokkâ aluszik = Tyúkokkal alszik. Korán lefekszik.
- Tipródik, mind a tojós tík = Tipródik, mint a tojós tyúk. Tanácstalanul járkál.
- Töke-monya ëgyhatos = rosszul öltözött, kilóg a „micsodája” a gatyájából.